# Manfred Geßner
Manfred Achim Geßner (* 30. November 1931 in Zwickau; † 31. Oktober 2016) war ein deutscher Politologe und Politiker (SPD).

## Leben und Beruf
Nach dem Besuch der Realschule und dem Begabtenabitur in Berlin nahm Geßner ein Studium an der Deutschen Hochschule für Politik auf, das er 1959 mit der Prüfung zum Diplom-Politologen und 1962 mit der Promotion zum Dr. phil. beendete. Er war seit 1964 beim DGB-Bundesvorstand tätig und wechselte 1967 in den öffentlichen Dienst der Landesregierung Nordrhein-Westfalens.

## Partei
Geßner war seit 1950 Mitglied der SPD. Von 1962 bis 1964 war er Referent für politische Bildung im SPD-Bezirk Pfalz.

## Abgeordneter
Geßner war von 1969 bis 1983 Mitglied des Deutschen Bundestages. Im Parlament vertrat er von 1969 bis 1980 den Wahlkreis Düsseldorf III und anschließend bis 1983 den Wahlkreis Düsseldorf II. Des Weiteren war er von 1978 bis 1981 Vizepräsident der Parlamentarischen Versammlung des Europarates und von 1981 bis 1983 Vizepräsident der Versammlung der Westeuropäischen Union (WEU).

## Ehrungen
- 1983: Verdienstkreuz 1. Klasse der Bundesrepublik Deutschland